# Rów (województwo pomorskie)
Rów (dawniej Głuszyny, dodatkowa nazwa w j. kaszub. Rów; niem. Row) – osada kaszubska na Pojezierzu Kaszubskiem w Polsce położona w województwie pomorskim, w powiecie kościerskim, w gminie Dziemiany.
Osada leży na terenie Wdzydzkiego Parku Krajobrazowego. Miejscowość wchodzi w skład sołectwa Płęsy.
W latach 1975–1998 miejscowość administracyjnie należała do województwa gdańskiego.